# Teateråret 1851

## Årets uppsättningar

### Februari
- 26 februari – Jeanette Stjernströms pjäs Urdur eller Neckens dotter har urpremiär på Mindre teatern i Stockholm.[1]

### Mars
- 11 mars – Giuseppe Verdis opera Rigoletto har premiär på Teatro La Fenice i Venedig.[2]

### Maj
- 13 maj – Jeanette Stjernströms pjäs Ett blad ur samhällslifvets mysterier har urpremiär på Mindre teatern i Stockholm.[3]
- 23 maj – Jeanette Stjernströms pjäs En riksdagsmans fataliteter har urpremiär på Humlegårdsteatern i Stockholm.[4]
- 25 maj – Zacharias Topeliuss pjäs Efter femtio år har urpremiär på Djurgårdsteatern i Stockholm.[5]

### September
- 18 september – Jeanette Stjernströms pjäs Längtan efter äfventyr eller Perukmakarn och hårfrisörn har urpremiär på Mindre teatern i Stockholm.[4]

### December
- 8 december – Jeanette Stjernströms pjäs Tidningsskrifvaren har urpremiär på Mindre teatern i Stockholm.[6]

## Födda
- 19 februari – Mauritz Ludvig Fröberg (död 1907), svensk skådespelare och teaterdirektör.
- 18 mars – Rose Coghlan (död 1932), amerikansk skådespelare.
- 20 april – Siegmund Lubin (död 1923), polsk-amerikansk regissör.
- 7 augusti – Oda Nielsen (död 1936), dansk skådespelare.
- 14 augusti – Guido Herzfeld (död 1923), tysk skådespelare.
- Eugène Silvain (död 1930), fransk skådespelare.

## Avlidna
- Mathilda Ebeling (född 1826), svensk opersångerska (sopran).

### Fotnoter
1. ↑  ”Dramawebben”. Arkiverad från originalet den 22 februari 2012. https://web.archive.org/web/20120222135519/http://www.dramawebben.se/pjas/urdur-eller-neckens-dotter. Läst 23 mars 2011.
2. ↑  ”San Diego Opera”. Arkiverad från originalet den 4 juni 2011. https://web.archive.org/web/20110604034608/http://sdopera.com/Operapaedia/Rigoletto. Läst 23 mars 2011.
3. ↑  ”Dramawebben”. Arkiverad från originalet den 22 februari 2012. https://web.archive.org/web/20120222155343/http://www.dramawebben.se/pjas/ett-blad-ur-samhallslifvets-mysterier. Läst 23 mars 2011.
4. 1 2  ”Dramawebben”. Arkiverad från originalet den 22 februari 2012. https://web.archive.org/web/20120222145031/http://www.dramawebben.se/pjas/langtan-efter-afventyr-eller-perukmakarn-och-harfrisorn. Läst 23 mars 2011.
5. ↑  ”Dramawebben”. Arkiverad från originalet den 22 februari 2012. https://web.archive.org/web/20120222172200/http://www.dramawebben.se/pjas/efter-femtio-ar. Läst 1 juni 2011.
6. ↑  ”Dramawebben”. Arkiverad från originalet den 22 februari 2012. https://web.archive.org/web/20120222141708/http://www.dramawebben.se/pjas/tidningsskrifvaren. Läst 23 mars 2011.